# Moeritherium
Moeritherium ('quái vật hồ Moeris') là chi duy nhất trong họ Moeritheriidae, chi này bao gồm một số loài. Động vật có vú tiền sử này có liên quan đến voi, và xa hơn, bò biển. Chúng sống trong thế Eocen.
Các loài Moeritherium là động vật có bề ngoài giống lợn sống khoảng 37-35 triệu năm trước đây. Moeritherium giống như heo vòi hiện đại hoặc hà mã lùn. Chúng nhỏ hơn so với voi hiện đại, chỉ cao 70 cm (2,3 ft) khi đứng tính tới tới vai và dài khoảng 3 mét (9,8 ft). Nó được cho là đã đầm mình trong đầm lầy và các con sông, làm đầy hốc sinh thái bây giờ lấp đầy bởi hà mã. Hình dạng răng của nó cho thấy rằng nó ăn thực vật nước ngọt.